# الزراعة في هايتي

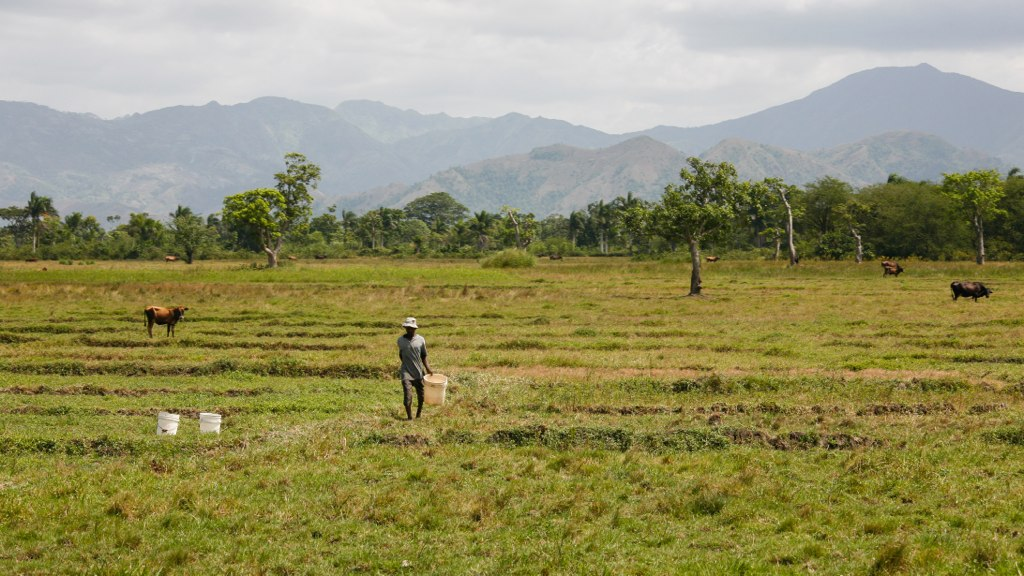
مزارع في حقل في هايتي

الزراعة في هايتي تشكل الزراعة في هايتي، ومصايد الأسماك، 25 في المائة من الناتج المحلي الإجمالي، وتوفر عملا لنصف القوى العاملة. غير أن مساهمة الزراعة في الاقتصاد آخذة في الانخفاض منذ الثمانينات، وتحتاج هاييتي حاليا إلى استيراد حوالي 60 في المائة من الأغذية التي تستهلكها.
والإنتاجية الزراعية، مقيدة بشدة بعدد من العوامل. وعادة ما يفتقر صغار المزارعين إمكانية الحصول على التكنولوجيا الملائمة، وعوامل الإنتاج الرئيسية، وخاصة مياه الري. وخسائر ما بعد الحصاد كبيرة، وغالبا ما تكون نتيجة لنقص مرافق التخزين والتجهيز. وبالإضافة إلى ذلك، فإن حالة البنية الأساسية للطرق ضعيفة، كما أن صغار المزارعين والأسر الريفية الفقيرة، لديهم قدرة محدودة للغاية للحصول على الائتمان، من أجل الأنشطة الإنتاجية.